# Lasioglossum dolus
Lasioglossum dolus är en biart som beskrevs av Ebmer 1974. Lasioglossum dolus ingår i släktet smalbin, och familjen vägbin. Inga underarter finns listade i Catalogue of Life.